# Andreas Rossmann
 Andreas Rossmann (geboren 19. Juni 1952 in Karlsruhe) ist ein deutscher Journalist.

## Leben
Der Sohn des Architekten Erich Rossmann wuchs in der Karlsruher Dammerstock-Siedlung auf, besuchte ein humanistisches Gymnasium und studierte Anglistik, Germanistik und Philosophie in Heidelberg, London und an der University of East Anglia in Norwich, wo er 1976 in Comparative Literature zum Master of Arts graduierte. Nach dem ersten Staatsexamen war er von 1979 bis 1984 wissenschaftlicher Mitarbeiter am Institut für Allgemeine und Vergleichende Literaturwissenschaft der FU Berlin. Daneben schrieb er unter anderem für die Badische Zeitung, die Zürcher Weltwoche über das Theater in beiden Teilen Berlins und in der DDR, die ihn 1985 mit einem Einreiseverbot belegte. 
Von 1986 bis zu seinem Ruhestand 2017 war er der Kulturkorrespondent der Frankfurter Allgemeinen Zeitung für Nordrhein-Westfalen mit Sitz in Köln. Sein Nachfolger wurde Patrick Bahners.
Zwischen 1990 und 1995 war Rossmann Mitglied im Auswahlgremium der Mülheimer Theatertage. Zudem hatte er Lehraufträge an den Universitäten Hildesheim, Köln, Essen, Bochum und Paderborn.

## Preise und Auszeichnungen
- Rossmann erhielt 2000 den Journalistenpreis des Deutschen Nationalkomitees für Denkmalschutz.
- 2014: Preis des Forums Geschichtskultur an Ruhr und Emscher für seinen Band Der Rauch verbindet die Städte nicht mehr.[3]
- Rossmann erhielt 2021 den Halstenberg-Preis 2021 (Belobigung) der Deutschen Akademie für Städtebau und Landesplanung, Landesgruppe NRW

## Schriften
- Horst Lang: Als der Pott noch kochte: Photographien aus dem Ruhrgebiet. Mit einem Text von Andreas Rossmann. München: Schirmer/Mosel 2000, ISBN 3-88814-554-6. Neuauflage im selben Verlag 2010: Als der Pott noch kochte… Das Ruhrgebiet in den 60er Jahren.
- mit Ulrich Deuter (Hrsg.): Spielzeit – Theater im Ruhrgebiet 2001. Klartext Verlag, Essen 2001, ISBN 3-89861-019-5.
- mit Ulrich Deuter (Hrsg.): Spielzeit – Theater im Ruhrgebiet 2002. Klartext Verlag, Essen 2002, ISBN 3-89861-104-3.
- Die industrielle Kulturlandschaft Zollverein in Essen, in: Unser Weltkulturerbe. Kunst in Deutschland unter dem Schutz der Unesco, hrsg. von Hans Christian Hoffmann, Dietmar Keller und Karin Thomas, DuMont Verlag, Köln 2003, ISBN 3-8321-7279-3.
- Max-Ernst-Museum: Van den Valentyn – Architektur, SMO-Architektur. Verlag der Buchhandlung Walter König, Köln 2005, ISBN 3-88375-949-X.
- Kathedrale des Kalten Krieges. Der Regierungsbunker im Ahrtal, in: Bundesamt für Bauwesen und Bauordnung und Stiftung Haus der Geschichte der Bundesrepublik Deutschland (Hrsg.), Der Regierungsbunker, Berlin und Tübingen 2007, ISBN 978-3-8030-0671-4.
- Heinrich Hauser: Schwarzes Revier. Mit einem Nachwort von Andreas Rossmann. Weidle Verlag, Bonn 2010, ISBN 978-3-938803-25-7.
- Bernd Langmack und Haiko Hebig: „Stahl + Stadt“: Ansichten über die Wirklichkeit des Ruhrgebietes. Mit einem Nachwort von Andreas Rossmann. Klartext Verlag, Essen 2011, ISBN 978-3-8375-0670-9.
- Ausrufezeichen des Strukturwandels – Gesehen werden und sehen: Landmarken im Ruhrgebiet. In: Tiger & Turtle – Magic Mountain. Eine Landmarke in Duisburg von Heike Mutter und Ulrich Genth. herausgegeben von Söke Dinkla, Peter Greulich und Karl Janssen. Hatje Cantz Verlag, Ostfildern 2012, ISBN 978-3-7757-2822-5.
- Der Rauch verbindet die Städte nicht mehr. Ruhrgebiet: Orte, Bauten, Szenen, mit Fotografien von Barbara Klemm und einem Vorwort von Karl Ganser. Verlag der Buchhandlung Walther König, Köln 2012, ISBN 978-3-86335-179-3.
- Wie das Schauspielhaus in Köln gerettet wurde, in: Schauspiel Köln. Werkschau 2007–13. Intendanz Karin Beier. Hrsg.: Schauspiel Köln, Verlag der Buchhandlung Walther König, Köln 2013.
- Sie mochten mich und riskierten etwas…, Peter Zadek und Bochum, in: Zadek und Bochum. Zwischen Abenteuer und Provokation, hrsg. von Ingrid Wölk, Klartext Verlag, Essen 2014, ISBN 978-3-8375-1189-5.
- Hübsche Bilder sind eine Täuschung. Heinrich Böll hat keinen Roman über das Ruhrgebiet geschrieben, in: Chargesheimer. Die Entdeckung des Ruhrgebiets, hrsg. von Heinrich Theodor Grütter und Stefanie Grebe. Verlag der Buchhandlung Walther König, Köln 2014, ISBN 978-3-86335-526-5.
- Vom Verschwinden der Häuser in die Bilder. Wird das Siegerland, wie es Bernd und Hilla Becher fotografiert haben, nur in ihren Aufnahmen überleben?, in: Das Siegerland. Eine Montanregion im Wandel, hrsg. von Manfred Rasch, Klartext Verlag, Essen 2014, ISBN 978-3-8375-1133-8.
- Das Ruhrgebiet auch als Kulturlandschaft zur Kenntnis nehmen, Westfale und Mann von Welt: Albert Schulze Vellinghausen, Mentor der Gruppe JUNGER WESTEN und Kulturreferent der FRANKFURTER ALLGEMEINE ZEITUNG, in: Junger Westen. Auf dem Weg zur Avantgarde, hrsg. von Ferdinand Ullrich und Hans-Jürgen Schwalm, Verlag Kettler, Dortmund 2917, ISBN 978-3-86206-655-1.
- Mit dem Rücken zum Meer. Aus einem sizilianischen Tagebuch, mit Fotografien von Barbara Klemm. König, Köln 2017, 3. Auflage 2024; ISBN 978-3-03850-031-5.
- Die Kohle geht, die Kunst bleibt, in: Kunst & Kohle, hrsg. von Ferdinand Ullrich und Thomas Hensolt im Auftrag der RuhrKunstMuseen, Wienand Verlag, Köln 2018, ISBN 978-3-86832-437-2.
- Das Wesen des Ruhrgebiets, Anmerkungen zu Albert Renger-Patzsch, dem Fotografen der Gegenstände, in: Albert Renger-Patzsch, Die Ruhrgebietsfotografien, hrsg. von Stefanie Grebe und Heinrich Theodor Grütter, Verlag der Buchhandlung Walther König, Köln 2018, ISBN 978-3-96098-452-8.
- Das Ruhrgebiet braucht neue Bilder, in: Die Stadt der Städte. Das Ruhrgebiet und seine Umbrüche, hrsg. von Michael Farrenkopf, Stefan Goch, Manfred Rasch und Hans-Werner Wehling, Klartext Verlag, Essen 2019, ISBN 978-3-8375-2053-8.
- Das kann nur Köln sein. Ein Glossar. Photos von Manfred Wegener. Verlag der Buchhandlung Walther König, Köln 2020, ISBN 978-3-96098-727-7.
- Von der Schwierigkeit, etwas gut zu machen, Zur Genese der Ausstellung. In: Entrechtet und beraubt. Der Kunsthändler Max Stern, Stadtmuseum Düsseldorf und Verlag der Buchhandlung Walther und Franz König, Köln 2021, ISBN 978-3-7533-0020-7.
- Sie stellen sich vor. Ansichten der Zuschauer. Kleine Hommage an das Publikum: 75 Jahre Ruhrfestspiele in Fotografien ihrer Besucher. Verlag der Buchhandlung Walther und Franz König, Köln 2021, ISBN 978-3-7533-0017-7.
- Erik Reger: Union der festen Hand. Roman einer Entwicklung. Mit einem Nachwort von Andreas Rossmann, Verlag Schöffling & Co., Frankfurt a. M. 2022, ISBN 978-3-89561-249-7. 2023:
- Eine ganze Zeitlang positiv über das Ruhrgebiet berichtet… Vorläufige Anmerkungen zum medialen Echo auf die IBA Emscher Park, das sich (noch?) nicht ganz überblicken lässt, in: Karl Ganser, Integratives Planen und Handeln, hrsg. von Anna Kloke, Heiner Monheim, Uli Paetzel, Verlag Kettler, Dortmund 2023, ISBN 978-3-98741-051-2.